# Thaler Bach (Mur)
Thaler Bach är ett vattendrag i Österrike. Det ligger i förbundslandet Steiermark, i den östra delen av landet, 140 km sydväst om huvudstaden Wien.
Runt Thaler Bach är det i huvudsak tätbebyggt. Runt Thaler Bach är det mycket tätbefolkat, med 1 692 invånare per kvadratkilometer.